# Lý thuyết dòng mầm

Hình 1: Sơ đồ của Weismann về giả thuyết dòng mầm.

Lý thuyết dòng mầm do nhà sinh học Đức August Weismann (tiếng Anh: /ˈwaɪsmən/, tiếng Việt: vây-xơ-man) đề xuất từ năm 1883, công bố rộng rãi vào năm 1885. Thuật ngữ này trong nguyên bản tiếng Đức có tên là: Keimplasmatheorie (lý thuyết chất mầm) là từ ghép giữa từ "Keimzellen" (tế bào mầm sinh dục) và từ "theorie" (lý thuyết), đã được dịch ra tiếng Anh là "Germ-plasm theory" (lý thuyết chất mầm).
Đây là một giả thuyết khoa học cổ điển nhất và có giá trị nhất trong lĩnh vực di truyền học vào cuối thế kỉ XIX (sau đó 17 năm - nghĩa là vào năm 1900 - mới phát hiện lại quy luật Menđen, nghĩa là ra đời trước Di truyền học). Thuật ngữ "Keimplasma" đã được dịch sang tiếng Nga là "Гермированная плазма", từ đó đã được dịch sang tiếng Việt là "chất mầm" hoặc "dòng mầm".

## Nội dung
- Theo giả thuyết này, thì cơ thể sinh vật gồm hai loại tế bào: tế bào sinh dưỡng (giờ thường gọi là tế bào xôma) và tế bào sinh dục. Các tế bào sinh dục (Keimzellen) có khả năng như là "mầm" để "mọc" ra các loại tế bào khác, đó chính là các tế bào thuộc nhóm mà bây giờ gọi là tế bào mầm (germ cell).
- Nhờ nhóm "Keimzellen" (tế bào mầm) này, mà vật chất di truyền của bố mẹ được chuyển cho đời con, còn tế bào sinh dưỡng (xôma) không đóng vai trò di truyền. Từ đó, tạo thành như một dòng chảy vật chất (plasm) truyền "mầm" (germ) ấy từ thế hệ này sang thế hệ khác (xem hình 1 của Weismann mô tả "dòng chảy" này).[2]

## Lược sử
- Vào cuối thế kỉ XIX, Sinh học đang phát triển chủ yếu về lý thuyết tiến hoá mà nổi bật là thuyết tiến hoá của Lamac (thời đó gọi là chủ nghĩa La-mac hay Lamarckism) và Học thuyết Đacuyn (thời đó gọi là Darwinism); còn cơ sở vật chất và cơ chế di truyền chưa thu được thành tựu đáng kể. Những tư tưởng nói trên của August Weismann đưa ra vào năm 1883, sau đó được xuất bản trong luận văn của ông vào năm 1892 với tên là "Das Keimplasma: eine Theorie der Vererbung" - Dòng mầm: Lý thuyết về tính kế thừa (tức tính di truyền mà ta gọi bây giờ) đã rọi tia sáng vào lĩnh vực còn tối này.
- Theo giả thuyết của ông, các tế bào sinh dưỡng chỉ chứa các chất tạo thành "somatoplasm" (dòng chất xôma) không truyền được sang thế hệ sau vì chúng không có vật chất kế thừa (mà hiện nay hiểu là DNA hay gen). Chỉ có các giao tử chứa chất mầm (germ plasm), độc lập với tất cả các tế bào khác của cơ thể. Chính chất mầm (germ plasm) này mới là nhân tố được truyền từ thế hệ này sang thế hệ khác, gây ra sự kế thừa (di truyền) ở sinh vật.
- Vì dòng mầm không bị ảnh hưởng bởi những tác động của hoạt động cơ thể (tập tính vận động cơ quan) và cả tác động trong cuộc sống sinh vật, nên chỉ "dòng mầm" mới là di truyền, còn "dòng sinh dưỡng" (somatoplasm) không thể truyền các tính trạng thu được cho đời con như giả thuyết Telegony (telegonia, tức di truyền tính tập nhiễm) và tư tưởng tiến hoá Lamac rất phổ biến thời đó.
- Do đó, tư tưởng của Lamac (trong lý thuyết về kế thừa tính tập nhiễm hay tính thu được) là giải thích phổ biến nhất về cơ chế di truyền thời đó đã bị lý thuyết Weismann cản trở, nên lý thuyết dòng mầm của ông cũng còn được gọi là "rào cản Weismann" (Weismann barrier), với ý nghĩa là Thuyết tiến hoá Lamac không vượt qua được cái "ba-rie" này.[5]

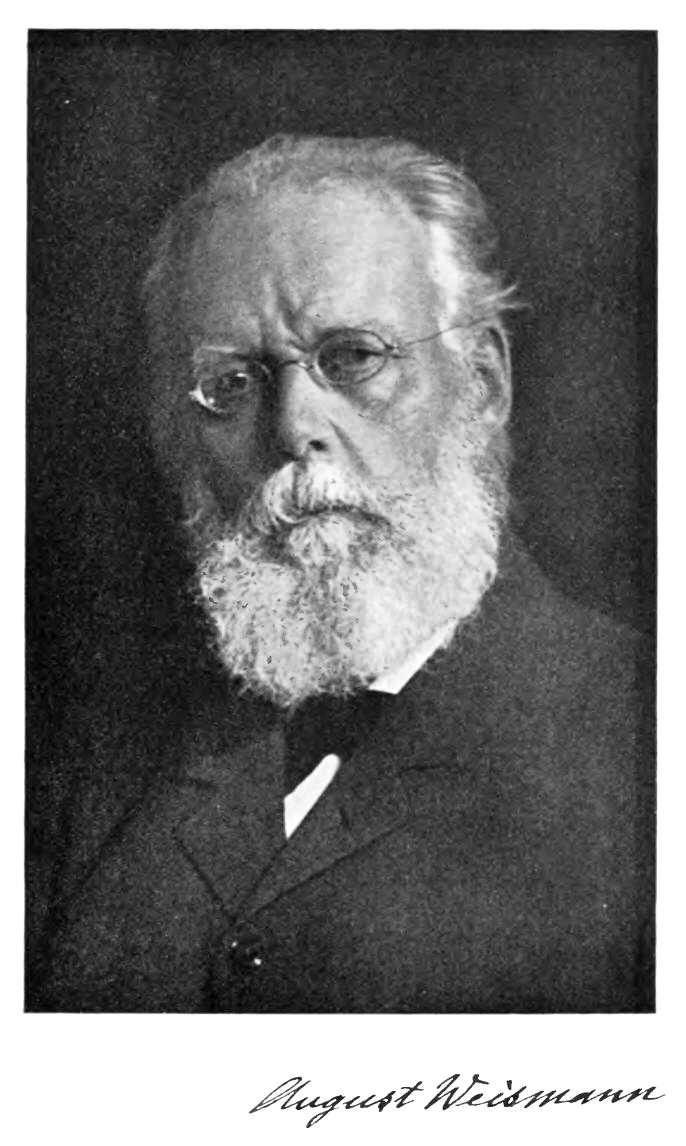
Hình 2: Chân dung Friedrich Leopold August Weismann (17/01/1834 - 5/11/1914).

## Vai trò
Mặc dù khái niệm "dòng mầm" khá mơ hồ và khó hiểu vào thời đó, có điểm không phù hợp với khoa học hiện đại, nhưng giả thuyết của ông có ý nghĩa tích cực và ở một mức độ nào đó đã vạch ra sự phát triển của Di truyền học.
- Weismann cho rằng dòng xôma không di truyền được là sai, vì ngày nay ta dễ nhận thấy các tế bào xôma cũng có vật chất di truyền là DNA trên các nhiễm sắc thể, nhờ đó mà nhiều loài sinh vật vẫn sinh sản và di truyền không cần qua "dòng mầm", như trong sinh sản sinh dưỡng và nhân bản vô tính (cừu Dolly) chẳng hạn.
- Tuy nhiên, "rào cản Weismann" đã góp phần xem xét lại thuyết tiến hoá Lamac, củng cố học thuyết chọn lọc tự nhiên của Đacuyn, gợi ra ý tưởng về hướng phát triển mới dẫn đến sự ra đời và phát triển của Di truyền học.
- Khái niệm dòng mầm (Keimplasma) mà Weisman đề xuất có thể là nguồn gốc dẫn đến khái niệm tế bào mầm trong Sinh học hiện đại.
- Trong tiến hoá phải có kế thừa, mà dòng xôma không chuyển được cho đời con, nên rõ ràng dòng mầm đóng vai trò chủ chốt, nghĩa là cần tìm hiểu thêm về cơ chế di truyền. Do đó, ông vẫn còn được nhiều người ngày nay ngưỡng mộ (hình 2). Ernst Mayr đánh giá người đồng bào Weisman của mình là: "nhà Tiến hóa luận quan trọng nhất sau Đacuyn và trước Thuyết tiến hoá tổng hợp hiện đại" (1930–1940).[6]